# 小行星7862
小行星7862（英語：7862 Keikonakamura）是一颗围绕太阳公转的小行星。1981年3月2日，舒爾特·巴斯在赛丁泉山发现了此天体。
这颗小行星的绝对星等为355.61111等。